# Teicophrys inopinata
Teicophrys inopinata är en insektsart som beskrevs av Rehn, J.A.G. och J.W.H. Rehn 1939. Teicophrys inopinata ingår i släktet Teicophrys och familjen Episactidae. Inga underarter finns listade i Catalogue of Life.